# Fòrum de Joventut de les Comunitats Europees
El Fòrum de Joventut de les Comunitats Europees FJCE, després denominat Fòrum de Joventut de la Unió Europea era la plataforma política dels joves de les Comunitats Europees CEE. L'integraven les organitzacions juvenils internacionals i consells nacionals de joventut dels estats membres de la CEE. Creat el 1978 va desenvolupar les seves funcions fins a l'any 1996, quan junt amb el Consell Europeu de Consells Nacionals de Joventut (CENYC) i Buró Europeu de Coordinació de les Organitzacions Internacionals no Governamentals Juvenils (BEC) decidiren fusionar-se en el Fòrum Europeu de la Joventut / European Youth Forum YJF.
Els seus estatuts definien així els seus objectius: 
1. augmentar les activitats i accions que portin a assegurar una major participació dels joves en el futur desenvolupament de les Comunitats Europees.
2. fer créixer el paper del jove en la promoció de la comprensió mútua i el manteniment de la igualtat de drets de tots els ciutadans de les Comunitats Europees.
3. incrementar la democràcia i la participació real a tots els nivells de les Comunitats Europees.

El Fòrum actuava com un grup de pressió (un «lobby»), que donava a les organitzacions juvenils l'oportunitat d'obtenir informació, de consultar i d'expressar llurs punts de vista a les institucions comunitàries. Per això col·laborava amb el Parlament Europeu, la Comissió Europea i el Consell de Ministres de la CCE.

## Història
L'origen del Fòrum de Joventut de les Comunitats Europeees FJCE es remunta a una Cimera de Caps de Govern de les Comunitats Europees (que llavors representava solament 6 Estats), celebrada el 1969 a la Haia, que assenyalà l'inici d'una nova etapa de cooperació dins les Comunitats. En aquesta reunió els governs, que no oblidaven la situació d'agitació de la joventut d'aleshores, varen fer referència concreta a la necessitat d'estimular els contactes amb els joves. Posteriorment es varen establir contactes formals entre les organitzacions juvenils i les Comunitats que donaren lloc a una sèrie de reunions preparatòries durant 1977 i 1978, les quals, després de complexes negociacions, conduïren finalment a la creació del Fòrum
, el novembre de 1978 a Roma amb la presència del CENYC i del BEC com a membres consultius.
En aquella ocasió Roy Jenkins llavors del President de la Comissió Europea en una carta dirigida als representants del Fòrum va fer les següents declaracions que poden ser considerades encara com una important aportació al paper a desenvolupar del nou organisme: 
"...Concedeixo gran importància a l'establiment del Fòrum de Joventut que considero un pas important per permetre una major participació dels joves en el desenvolupament futur de les Comunitats Europees. La creació d'un organisme independent per a les organitzacions internacionals no governamentals juvenils i per als Consells Nacionals de Joventut de la Comunitat arriba com una recompensa als nombrosos anys d'esforços de les institucions comunitàries i de les mateixes organitzacions juvenils, cercant un mecanisme adequat per a la posada en marxa d'una col·laboració i un diàleg constructius En el futur, la Comissió estarà preparada per a proposar a l'Autoritat Pressupostària el Consell i el Parlament- la participació raonable i regular en les despeses corrents del Fòrum."
En formaven part vint-i-dues organitzacions internacionals juvenils i els consells nacionals de joventut dels nou estats que en el moment de la creació del FJCE eren membres de les llavors anomenades Comunitats Europees. El fet que al FJCE hi hagués tant organitzacions internacionals com consells de joventut li donava una perspectiva diferent de les activitats de les altres xarxes de coordinació europees. Així, per exemple, el CENYC durant aquests primers anys tindrà moltes activitats per tal de promoure el diàleg Est-Oest, i en canvi el FJCE estarà més atent a tot el que fa referència a la Comunitat Europea i el procés d'integració europeu.
Del 1978 al 1996, doncs, els consells nacionals d'estats membres de la Unió Europea participaren alhora en totes dues estructures de coordinació europea, el CENYC i el FJCE. Malgrat això, totes dues organitzacions tenien vida pròpia, amb seus i òrgans de direcció diferents, pressupostos i capacitat de gestió propis, tot i que també és veritat que hi havia certs àmbits on se solapava o, fins i tot, es doblava la feina de les entitats que en formaven part, i aquest serà el motiu principal que les portarà a la fusió.
Des d'una perspectiva catalana és important assenyalar que els joves catalans representants d'organitzacions juvenils amb correspondència europea van tenir un paper important en la presidència i els òrgans de direcció del FJCE. El primer jove català que ostentà un càrrer important va ser en Narcís Castanyer i Bachs que fou elegit membre del buró període el 1986. El fet es va viure com un triomf pel reconeixement' que representava entre les organitzacions juvenils de Catalunya. Després en vindran més, també a les altres organitzacions internacionals juvenils, el Buró i el CENYC.

## Temes
Inicialment els temes tractats en el si del Fòrum eren molt nombrosos com correspon a les moltes àrees d'acció que concerneixen directament els joves. Així, el Fòrum de Joventut va tractar, entre d'altres, les següents àrees de la política comunitària:
Àrea política: a/La Convenció de Lomé entre la CEE i els països ACP (conjunt de països del Tercer Món); b/ La CEE i l'Àfrica del Sud; c/ Els drets dels joves; d/L'ampliació de la Comunitat; e/Els joves i la política agrària comuna; Àrea Socioeconòmica: a/La situació social dels joves treballadors; b/El segon programa d'intercanvi entre balladors joves (article 50 del Tractat de Roma); c/Els treballadors migrants en la Comunitat; d/Els vincles treball/formació; e/L'ajuda del Fons Social Europeu per a l'ocupació dels joves; f/noves tecnologies i ocupació; Àrea Cultural/Educativa: a/La lluita contra l'analfabetisme; b/L'accés d'estudiants estrangers als instituts d'ensenyament superior; c/L'intercanvi juvenil; f/El Fòrum Juvenil i els infants; g/L'educació en el lleure; h/L'ensenyament multicultural.

## Obertura a noves prioritats
Aquests debats i els punts de vista en ells expressats van fer néixer al llarg dels anys noves activitats més específicament relacionades amb les qüestions d'eficàcia política mesurada en termes d'influència sobre la política comunitària en les diferents àrees. La prioritat ha estat, doncs, centrada en projectes com els següents: 
1/Campanya sobre l'atur juvenil: objectiu: confrontar el Parlament, la Comissió i el Consell amb les demandes dels joves en atur de tots els Estats membres;
2/Possibilitats de Formació Professional: objectiu: el seguiment de les polítiques comunitàries corresponents; 
3/Perspectives en matèria d'educació intercultural: objectiu: estimular l'aplicació de la Directiva del Consell de 25 de juliol de 1977 sobre l'educació dels fills dels treballadors migrants, per part dels Estats membres i la Comissió; 
4/El futur de les relacions entre les Comunitats Europees i els països ACP (Convenció de Lomé): objectiu: organitzar un seminari de discussió sobre els continguts de Lomé III;
5/La situació jurídica i pràctica dels drets dels joves a les Comunitats: objectiu: publicar un estudi comparatiu sobre la situació jurídica dels drets dels joves en els diferents Estats membres i prendre mesures polítiques d'acord amb els resultats.
A més a més d'aquestes àrees de treball, el Fòrum participa regularment en discussions decisives en el Parlament Europeu (assistint especialment a les sessions de la Comissió de Joventut, Cultura, Educació, Informació i Esport; a les de la Comissió d'Afers Socials i a les de la Comissió d'investigació sobre els problemes de la dona) i en la Comissió Europea (assistint com a observador a les reunions sobre el Fons Social, la formació professional i el segon programa d'intercanvi entre joves treballadors).

## Membres
El Fòrum de Joventut en el moment de la seva dissolució, 1996 es componia de 31 membres (9 Consells Nacionals de Joventut i 22 organitzacions juvenils internacionals), 10 observadors (6 Consells Nacionals de Joventut i 4 organitzacions internacionals juvenils) i 2 membres consultius (el CENYC i el BEC), cobrint així el més ampli ventall possible d'organitzacions de joventut. Les institucions de les Comunitats Europees, el Centre Europeu de la Joventut i la Fundació Europea de Joventut eren convidats permanents.

## Estructura organitzativa i de direcció
L'Assemblea General era l'organisme polític suprem. Es componia de 6 delegats de cadascun dels Consells Nacionals de Joventut membres i de 3 delegats de les organitzacions juvenils internacionals membres, tenint tots dos grups el mateix nombre de vots. L'Assemblea es reunia cada any.
Comitè Executiu era l'únic òrgan que pot parlar en nom del Fòrum de Joventut entre sessions de l'Assemblea. Es componia de 9 Consells de Joventut dels Estats membres de les Comunitats, de 9 organitzacions juvenils internacionals (elegides per l'Assemblea) i del President. Els membres consultius (CENYC i BEC) participaven a títol consultiu en les seves activitats.
L'autèntic programa d'activitats s'organitza en reunions de les tres Comissions Permanents (CP) i dels menys formalment estructurats Grups de Treball. Els observadors eren convidats a participar en les activitats.
Cada Comissió Permanent (CP) tenia unes àrees de treball determinades que eren les següents: CP I: Organitzacions de Joventut i desenvolupament polític de les Comunitats Europees; CP II: Situació social dels joves treballadors de la Comunitat Europea; CP III: Les organitzacions de joventut i la situació d'ocasional i cultural de la Comunitat Europea.
L'Assemblea General elegia els Presidents del Fòrum i de les Comissions Permanents amb un mandat, a la pràctica, de 2 anys.
L'Assemblea General ja havia establert un secretariat amb un Secretari General i un Adjunt al Secretari General (elegits tots dos per tres anys amb la possibilitat d'una reelecció). El pressupost era finançat per les Comunitats Europees CEE.

## Procés de fusió de les estructures prèvies i el naixement del YFJ
El 20/21 d'abril de 1996, a l'Assemblea General extraordinària conjunta de Blankenberge, després d'un procés de debat les entitats membres van decidir fusionar el CENYC i el BEC i en una sola organització: el Fòrum Europeu de la Joventut / European Youth Forum YFJ, i realitzar instrumentalment la seva actuació través del Fòrum de Joventut de les Comunitats Europees FJCA (que en aquell moment ja havia canviat de denominació: Fòrum de Joventut de la Unió Europea arran de la formació de la UE) en la interlocució amb la Unió Europea. D'aquesta manera el panorama es va simplificar, i el YFJ esdevingué la plataforma europea que representaria a partir d'aquell any els interessos de desenes de milions de joves d'arreu del continent. Es va decidir mantenir viu, simplement en l'àmbit formal i administratiu, el FJCE, bàsicament perquè la Unió Europea estava disposada o dialogar amb (i sobretot finançar) una estructura que representés els interessos de la gent jove de l'àmbit estrictament comunitari europeu. A la pràctica, però, deixà de tenir vida pròpia com a tal i ambdues plataformes (FJCE i YFJ) actuen com si es tractés d'una de sola, amb un únic òrgan de direcció, programa, equip tècnic, seu, etc.